# Колокотронис, Иоаннис Геннеос
Иоаннис (Геннеос) Колокотронис (греч. Ιωάννης (Γενναίος) Κολοκοτρώνης; 1806, Закинф — 23 мая 1868, Афины) — военачальник Греческой революции и впоследствии генерал-майор греческой армии и премьер-министр Греции.

## Биография
Родился в 1806 году на острове Закинф и был сыном видного греческого военачальника и впоследствии одного из основных руководителей Греческой революции Теодора Колокотрониса и Екатерины Карусу. В тот период (1800—1807) Ионические острова были российским протекторатом и его отец, гонимый турками на Пелопоннесе, длительное время укрывался там.

## Греческая революция
С началом Греческой революции Теодорос Колокотронис, вместе с маниатами, занял 23 марта 1821 года город Каламата. 25 марта его дети, Иоаннис и Панайотис, переправились с острова Закинф в город Пиргос.
Приняв участие, вместе со своим отцом, в военных действиях на Пелопоннесе Иоаннис получил кличку «Геннеос», что на греческом означает мужественный, которая и закрепилась за ним, вытеснив его имя.
9 мая вместе с Никитарасом, Кирьяком Мавромихалисом, Захаропулосом, А. Кондакисом и митрополитом Иеротеом принял участие в победном для греческого оружия бою у города Аргоса.
В 1822 году (в 16—17 летнем возрасте) сформировал свой собственный отряд из 450 жителей Гортинии и отправился в поход в Западную Грецию, где перешёл под командование Александра Маврокордатоса.
26 февраля 1822 года вместе с Плапутасом и Петимезасом, принял участие в победном для греческого оружия бою у города Патры.
Не принял участие в битве при Пета, поскольку вторжение Драмали-паши в Пелопоннес вынудила отца Колокотрониса отозвать сына. Здесь Геннеос отличился в боях против вторгшихся турок.
1 августа 1822 года, вместе с отцом и Плапутасом, перекрыл разбитым туркам Драмали-паши путь к отступления из Коринфа в Патры.
Вместе с отцом, принял участие в гражданской войне. В начале февраля 1824 года организация «Братство» совершила покушение на жизнь отца Колокотрониса в Триполице. Геннеос подавил мятеж, совершённый «Братством» в Триполице.
8 мая вместе с Никитарасом, Плапутасом и братом Панайотисом принял участие в бою против правительственных войск, которыми командовал Христос Дагович.
Впоследствии отправился в Нафплион, вместе с 500 гортиниотами, чтобы помочь своему брату Панайотису, которого осадили правительственные войска. Панайотис сдал Нафплион, по приказу отца, 7 июня 1824 года. Геннеос был арестован и заключён в тюрьму вместе со своим отцом.
После вторжения египетских войск Ибрагима-паши на Пелопоннес, был освобождён и вместе с отцом, Плапутасом, К. Делияннисом, принял участие в безуспешной попытке остановить турко-египтян в Трикорфа 23 июня 1825 года.
Через год, 19 августа 1826 года, вместе с Никитарасом, Плапутасом, Д. Панасом и Д. Тсокрисом, одержал победу над войсками Ибрагима у Спарты.
Несмотря на тяжёлое положение на самом Пелопоннесе, попытки европейской, в основном британской, дипломатии ограничить одним Пелопоннесом возрождающее государство вынудили отца Колокотрониса послать в октябре Геннеоса к военачальнику Караискакису, предпринявшему поход в Центральную Грецию. Геннеос вновь пришёл на помощь Караискакису с 1500 бойцами в феврале 1827 года когда тот разбил лагерь в Пирее.
После смертельного ранения Караискакиса Геннеос воспротивился подозрительным решениям Томаса Кокрейна, назначенного правительством командующим, приведшим к самому большому поражению повстанцев за всё время войны. Геннеос в своих мемуарах обвиняет Кокрейна как ответственного за поражение со словами «лучше бы он совсем оставил нас». Более прямо заявил греческий историк Я. Βлахояннис, что «заговор, приведший к убийству Караискакиса и распаду лагеря, созданного им в Пирее, является достойным тех традиций, что создали Британскую империю, над которой никогда не заходило солнце».
В 1828 году, когда албанцы, служившие под командованием Ибрагима, решили оставить его, Геннеос оказал им поддержку и защиту от Ибрагима. Албанцы, после перипетий, покинули Пелопоннес.
По прибытии в Грецию Иоанна Каподистрии Геннеос отмечен историками среди оппозиционеров Каподистрии.

## Греческое королевство
В сентябре 1833 года, через несколько месяцев после прихода баварцев, бывшие военачальники Освободительной войны организовали тайное общество «Феникс», куда вступил и Геннеос. Во главе организации стоял отец Колокотрониса. Между 7-11 сентября регенты короля-баварца Оттона опередили заговорщиков и произвели аресты. Среди арестованных были отец и сын Колокотронисы.
Шагом примирения трона с ветеранами Освободительной войны стало создание в 1835 году почётной «Королевской фаланги». Геннеос стал командиром 9-го подразделения «Фаланги» от Коринфа. Политикой трона стало связывать новую «аристократию» с группами военачальников. В результате этой политики Геннеос стал адъютантом короля и получил звание генерал-майора, а другой сын Колокотрониса, Колинос, при посредничестве короля женился на дочке фанариота князя Караджа.
Геннеос был одним из лидеров, так называемой, «русской партии» но «не уступая отцу в военном мужестве, уступал в политической мудрости и проницательности». С 1837 года Оттон изменил свою политику и стал благосклонным к русской партии, в своём стремлении уйти от тесного британского контроля над только что воссозданным государством.
По некоторым данным, Геннеос информировал короля о готовившимся мятеже, назначенном на 25 марта 1844 года, по другим данным занял выжидательную позицию. В создавшейся ситуации 1 сентября 1843 года Оттон сформировал трибунал, перед которым предстали 85 офицеров ветеранов и политиков.
После революции 1843 года была предпринята попытка контрреволюции, которую возглавили Геннеос и Дзавелас, Кицос. Мятеж был ограниченным и не вышел за пределы казарм. Результатом стала вынужденная ссылка Геннеоса в Неаполь в Италию.
В 1851 году Геннеос был послан на подавление восстания монаха Папулакоса в Мессении.
Во время Крымской войны, в результате необъявленных военных действий против турок и конфронтации с западными державами (см.Греция в годы Крымской войны) и после того как 13 мая 1854 года в Пирее высадились франко-английские войска, Геннеос был в числе изгнанных с правительственных постов, оставив пост адъютанта короля.

## Премьер-министр
В 1862 году Геннеос был послан на подавление мятеж в Нафплионе.
В мае 1862 года Геннеос стал премьер-министром Греции, сохранив за собой пост министра внутренних дел.
5 октября восстал Месолонгион, под руководством Теодора Гриваса. Правительство Колокотрониса, которое сменило «кровавое правительство» адмирала Афанасия Миаулиса, послало против восставших генерала Карадзаса. Но восстание приняло широкие масштабы, приближаясь к столице. Осознав что и послы «Великих держав» не поддерживают более Оттона, Геннеос отказался произвести массовые аресты военных и политиков, противников Оттона, «чем спас Афины и Грецию от кровавой бани». При этом Геннеос завил: «Династия потерявшая любовь народа, не должна опираться в Греции на насилии».

## Последние годы
После низложения Оттона, в 1863 году Геннеос принял участие в попытке вернуть Оттона на трон. Заговор был раскрыт Из его руководителей Геннеос был выслан в Италию, а Хадзипетрос, Христодулос был заключён в тюрьму.
В том же, 1863 году, Геннеос вернулся в Грецию, но ушёл окончательно из политики.
В 1866 году он согласился представлять Георга I на церемонии бракосочетания российского наследника.
Умер от неизлечимой болезни 23 мая 1868 года.

## Семья
Иоаннис (Геннеос) Колокотронис был женат на сулиотке Фотини Тзавела и имел с нею двух сыновей: Теодороса, ставшего известным под псевдонимом Фалез, и Константиноса и 5 дочерей: Екатерину, Георгию и Зою.

## Мемуарист
Геннеос Колокотронис оставил после себя «Мемуары», а также изданные в Афинах в 1856 году «Письма и документы, касающиеся Греческой революции с 1821 по 1827 год».